# Ihr Christen, singet hocherfreut
Ihr Christen, singet hocherfreut ist ein christliches Osterlied. Der deutsche Text wurde 1865 von Christoph Moufang aus dem lateinischen Hymnus O filii et filiae adaptiert. Die Melodie wurde beibehalten. Es beginnt mit einem dreifachen Halleluja. Daher wird manchmal auch der Titel Halleluja – Ihr Christen, singet hocherfreut verwendet.

## Hintergrund und Geschichte
Ihr Christen, singet hocherfreut ist eine deutsche Adaption des lateinischen Osterhymnus O filii et filiae, der vor 1494 von Jean Tisserand verfasst wurde. Die Melodie entstand 1623 in Paris. Das Lied beginnt mit einem dreifachen Halleluja, welches auch als Refrain verwendet wird. Das Lied wurde vor allem in Frankreich populär.
1865 adaptierte Christoph Moufang das Lied. 1975 wurde es in seiner heutigen Textfassung als Nummer 221 Teil des Gotteslob; im aktuellen Gotteslob von 2013 wird es unter 322 gelistet. Hier wird vorgeschlagen, dass ein Kantor die Strophen singt.

## Text
Die Hymne beginnt mit einem dreifach wiederholten Halleluja, der als Refrain für die folgenden zwölf Strophen dient. Jede Strophe hat drei Reimzeilen. Sie erzählen Ereignisse aus den Osterevangelien. Die zweite Strophe berichtet von den Frauen, die den Leichnam Jesu salben wollen, aber nicht wissen, wie sie den Stein entfernen sollen, der das Grab verschließt. Die dritte und vierte Strophe beziehen sich auf die Jünger Petrus und Johannes, die zum Grab eilen. Die fünfte Strophe berichtet vom Engel, der mit den Frauen spricht. In der sechsten Strophe fordert er sie auf, nicht beim Grab stehen zu bleiben. 
Die folgenden Strophen sieben bis elf beziehen sich auf Erscheinungen Jesu in einem verschlossenen Raum in Jerusalem. Die letzte Strophe ist ein Aufruf, Gott zu preisen.

## Melodie
Die Melodie ist im Dreiertakt gehalten. Die erste und zweite Zeile der jeweiligen Strophe verwenden die gleiche Melodie, während die dritte Zeile dem Refrain ähnelt. Als Takt findet der Drei-Viertel-Takt Verwendung.
Die von Richard Mailänder im Carus-Verlag veröffentlichten Choralvorspiele für Orgel zum Gotteslob / Band 2 · Österliche Bußzeit und Ostern enthalten zwei Preludien für die Hallelujas, eines von Richard Lloyd und von Colin Mawby. 2016 komponierte W. Merkes eine dreistimmige Chorbearbeitung für den Einsatz im Bistum Trier während der Osternacht. Die ersten sechs Strophen vertonte er in einer Fassung für die ungeraden und einer für die geraden Strophen, jeweils für Sopran, Alt und Männerstimmen.